# Anacridium
Anacridium  Uvarov, 1923 è un genere di insetti ortotteri appartenente alla famiglia Acrididae.

## Tassonomia
Il genere comprende le seguenti specie:
- Anacridium aegyptium (Linnaeus, 1764)
- Anacridium burri Dirsh & Uvarov, 1953
- Anacridium deschauenseei Rehn, 1941
- Anacridium eximium (Sjöstedt, 1918)
- Anacridium flavescens (Fabricius, 1793)
- Anacridium illustrissimum (Karsch, 1896)
- Anacridium incisum Rehn, 1942
- Anacridium javanicum Willemse, 1932
- Anacridium melanorhodon (Walker, 1870)
- Anacridium moestum (Serville, 1838)
- Anacridium rehni Dirsh, 1953
- Anacridium rubrispinum Bey-Bienko, 1948
- Anacridium wernerellum (Karny, 1907)